# Марктредвіц
Марктредвіц (нім. Marktredwitz) — місто в Німеччині, розташоване в землі Баварія. Підпорядковується адміністративному округу Верхня Франконія. Входить до складу району Вунзідель.
Площа — 49,52 км2. Населення становить 17 049 ос. (станом на 31 грудня 2020).

## Уродженці
- Ерсен Мартін (* 1979) — турецький футболіст.